# Cristilabrum spectaculum
Cristilabrum spectaculum é uma espécie de gastrópode  da família Camaenidae.
É endémica da Austrália.